# Eric Maynor
Eric Demarqua Maynor (* 11. Juni 1987 in Raeford, North Carolina) ist ein US-amerikanischer Basketballspieler.

## NBA
Maynor wurde beim NBA-Draft 2009 von den Utah Jazz an 20. Stelle ausgewählt. Maynor kam in Utah als Ersatz für Deron Williams von der Bank und erzielte 5,2 Punkte und 3,1 Assists pro Spiel.
Am 22. Dezember wurde Maynor zusammen mit Matt Harpring für die Rechte an Peter Fehse zu den Oklahoma City Thunder transferiert. Bei den Thunder kommt er als Ersatz für Russell Westbrook ebenfalls von der Bank.
Bis Februar 2013 stand Maynor im Kader der Thunder. Kurz vor Ende des Transferfensters transferierten die Thunder in jedoch nach Portland zu den Portland Trail Blazers.
Zur Saison 2013/14 unterschrieb Maynor einen Vertrag bei den Washington Wizards, wurde jedoch bereits im Februar 2014 zu den Philadelphia 76ers transferiert.

## Europa
Im Januar 2015 wechselte Maynor nach Italien zu Pallacanestro Varese. Zum Beginn der Saison 2015/16 unterschrieb er beim russischen BK Nischni Nowgorod.